# Produzioni Europee Associati
Pour les articles homonymes, voir PEA.
Produzioni Europee Associati (PEA), fondé par Alberto Grimaldi en 1961, est une société de production de cinéma italienne.
PEA se spécialise initialement dans les westerns spagnetti et les films d'action à petit budget, dont Pour une poignée de dollars en 1964. Après le succès de ce film en Europe, United Artists le distribue aux États-Unis et finance les deux suites de la trilogie du dollar : Et pour quelques dollars de plus et Le Bon, la Brute et le Truand. En 1968, United Artists signe un contrat de distribution non exclusif avec PEA pour la production de « films plus complexes, à plus gros budget ». Alberto Grimaldi prend alors sous contrat Federico Fellini, Francesco Rosi, Gillo Pontecorvo et Elio Petri. En 1970, United Artists renégocie pour trois ans son contrat de distribution avec PEA et acquiert les droits internationaux des films à venir, dont la série des Sabata et la « trilogie de la vie » de Pier Paolo Pasolini. La plupart des films de PEA sont coproduits avec Les productions Artistes associés, la filiale de production française de United Artists. L'un des plus grands succès de PEA, Le Dernier Tango à Paris sort en salles au moment où le premier choc pétrolier de 1973 met à mal l'économie et l'industrie cinématographique italiennes, empêchant quasiment ces films de prétendre au retour sur investissement à l'international. En 1976, dominé essentiellement par le cinéma américain, le marché italien a perdu son ancienne vitalité et ses spectateurs, selon Carmine Cianfarani, président de l'Associazione nazionale industrie cinematografiche audiovisive e multimediali (ANICA). Dès lors, les films de PEA ne seront distribués qu'en Europe. Avec le rachat de United Artists par Metro-Goldwyn-Mayer en 1981, PEA se retire de la production, ne sortant en salles que Ginger et Fred en 1986. Alberto Grimaldi produit, seul, un dernier film en 2002 : Gangs of New York.